# Nobody's Fools (album)
Nobody's Fools a fost un album al trupei Britanice de muzică rock, Slade. A fost lansat în martie 1976 ajungând până pe locul 14 în topurile din Regatul Unit.

## Tracklist
1. "Nobody's Fool" (Holder/Lea)
2. "Do The Dirty" (Holder/Lea)
3. "Let's Call It Quits" (Holder/Lea)
4. "Pack Up Your Troubles" (Holder/Lea)
5. "In for A Penny" (Holder/Lea)
6. "Get On Up" (Holder/Lea)
7. "L.A. Jinx" (Holder/Lea)
8. "Did Your Mama Ever Tell Ya" (Holder/Lea)
9. "Scratch My Back" (Holder/Lea)
10. "I'm A Talker" (Holder/Lea)
11. "All The World Is A Stage" (Holder/Lea)

## Single-uri
- "In for A Penny" (1975)
- "Let's Call It Quits" (1976)
- "Nobody's Fool" (1976)

## Componență
- Noddy Holder - voce, chitară ritmică
- Dave Hill - chitară
- Jim Lea - chitară bas/pian
- Don Powell - baterie